# Caladenia reptans
Caladenia reptans är en orkidéart som beskrevs av John Lindley. Caladenia reptans ingår i släktet Caladenia och familjen orkidéer.

## Underarter
Arten delas in i följande underarter:
- C. r. impensa
- C. r. reptans